# Delta Téléstar Gabon Télécom FC
Le Delta Téléstar Gabon Télécom FC est un club gabonais de football basé à Libreville fondé en 2002 et disparu le 23 novembre 2008.

## Entraîneurs
- 2004-2006 :  Mohamed Magassouba

## Palmarès
- Coupe UNIFFAC des clubs
  - Vainqueur : 2005

- Coupe du Gabon
  - Vainqueur : 2006[1]

## Anciens joueurs
- Mondésir Alladjim
- Peter Nieketien